# Шишкин Лес (посёлок)
Ши́шкин Лес — посёлок в Троицком административном округе Москвы (до 1 июля 2012 года в составе Подольского района Московской области). Входит в состав Краснопахорского района.

## Население
Согласно Всероссийской переписи, в 2002 году в посёлке проживало 4174 человек (1879 мужчин и 2295 женщин). По данным на 2005 год в посёлке проживало 4043 человек.
| 2002 | 2009  | 2010  |
| ---- | ----- | ----- |
| 4174 | ↘4122 | ↘3913 |

## Расположение
Посёлок Шишкин Лес расположен на правом берегу реки Пахры примерно в 23 км к западу от центра города Подольска. Через посёлок проходит Московское малое кольцо. Ближайшие населённые пункты — деревни Новомихайловское, Исаково и Дешино.

## Территории,улицыимикрорайоны(поКЛАДР РФ)
Территории и микрорайоны, перечисленные ниже, на самом деле географически могут и не находиться внутри самого посёлка, а бывают разбросаны вокруг него на площади в несколько квадратных километров, в границах поселения Михайлово-Ярцевского. Тем не менее, по КЛАДР все они классифицируются как улицы посёлка Шишкин Лес, а в названии содержат слово Территория или Микрорайон. Так как эти территории возникали и благоустраивались под началом инициативных групп (правлений СНТ, правлений ДСК, дирекций КП и т. п.), то исторически сложилось, что в границах каждой из этих территорий обычно присутствует Территориальное общественное самоуправление:
- ГПК Шишкин лес N1 Территория
- ЖСК Усадьба Территория
- ЖСПК Подкова Территория
- Заречная Улица
- СНТ Берёзка Территория
- ТСЖ Заречное Территория

## История
Название поселения происходит от слова «шиш» — холм. Сергей Дмитриевич Шереметьев, русский общественный деятель, был первым краеведом этой местности и обнаружил, что до XVII века поселение называлось Шишкина пустошь. А уже потом местные жители посадили здесь сосны, и пустошь превратилась в лес.
Согласно приказу № 35 от 26 марта 1949 года в целях улучшения жилищно-бытовых условий трудящихся, проживающих в старых одноэтажных домах, а также в целях проведения благоустройства территории, жители были переселены в новые дома современного поселка Шишкин Лес. Эта дата является датой основания поселка.
В 1961 году на территорию поселения был перенесен центральный аппарат Министерства сельского хозяйства СССР, который до этого находился в столице. В 1966 году его вернули на прежнее место.
В 1994—2006 годах Шишкин Лес был центром Михайлово-Ярцевского сельского округа.

## Достопримечательности
- Музей учхоза «Михайловский»[6]

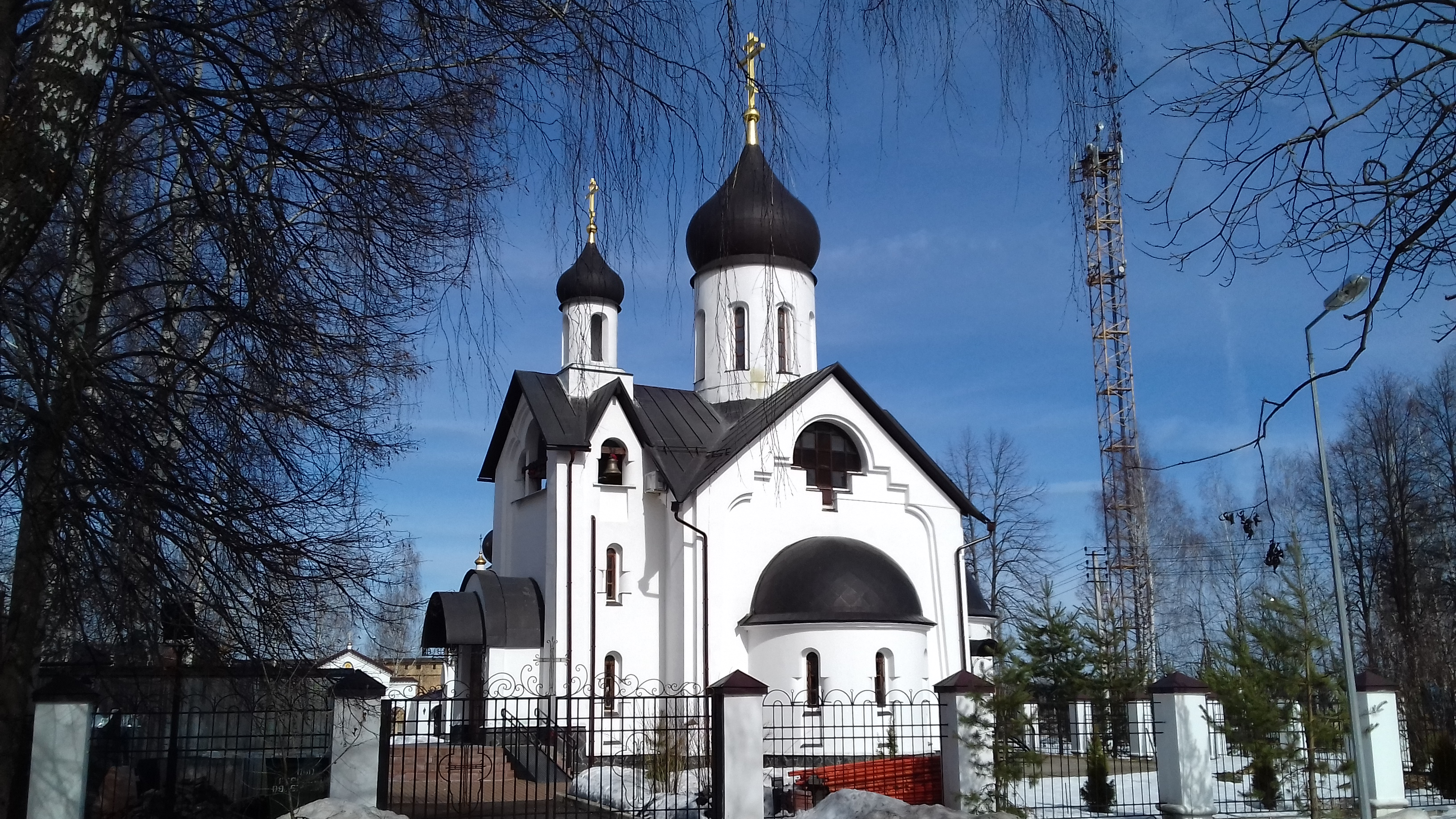
Церковь Новомучеников Подольских

- Музей деревянной игрушки бывшей фабрики Бабенки[6]
- Памятник жителям, погибшим в Великой Отечественной войне[6]
- Церковь Новомучеников Подольских в Шишкином Лесе[7]

## Образование
Сфера дошкольного образования представлена Государственным бюджетным образовательным учреждением города Москвы Центром развития ребёнка — детским садом № 1169 «Солнышко» (ГБОУ ЦРР — детский сад № 1169 «Солнышко»).

В посёлке находится Государственное бюджетное образовательное учреждение города Москвы «Средняя общеобразовательная школа № 2075» (предыдущее название — Муниципальное общеобразовательное учреждение «Михайловская средняя общеобразовательная школа»).

## Транспорт
Транспортное сообщение между посёлком и станцией метро «Ольховая» обеспечивается следующими маршрутами городского общественного транспорта (с указанием конечных остановок, перевозчик — ГУП «Мосгортранс»):
1. Автобусный маршрут № 512 (ст. м. «Тёплый Стан» — посёлок Секерино).
2. Автобусный маршрут № 513 (ст. м. «Тёплый Стан» — деревня Жёдочи).
3. Автобусный маршрут № 514 (ст. м. «Тёплый Стан» — посёлок дома отдыха «Плёсково»).

Эти же маршруты, а также № 874 связывают поселок с г. Троицк.
Появились новые автобусы вместо 512 и 514 это — е144а и е144
Транспортное сообщение между посёлком и железнодорожной станцией «Подольск» обеспечивается автобусным маршрутом № 1047 (станция Подольск — посёлок дома отдыха «Плёсково»), перевозчик — ГУП МО «Мострансавто».